# Liste der Baudenkmäler in Luhe-Wildenau

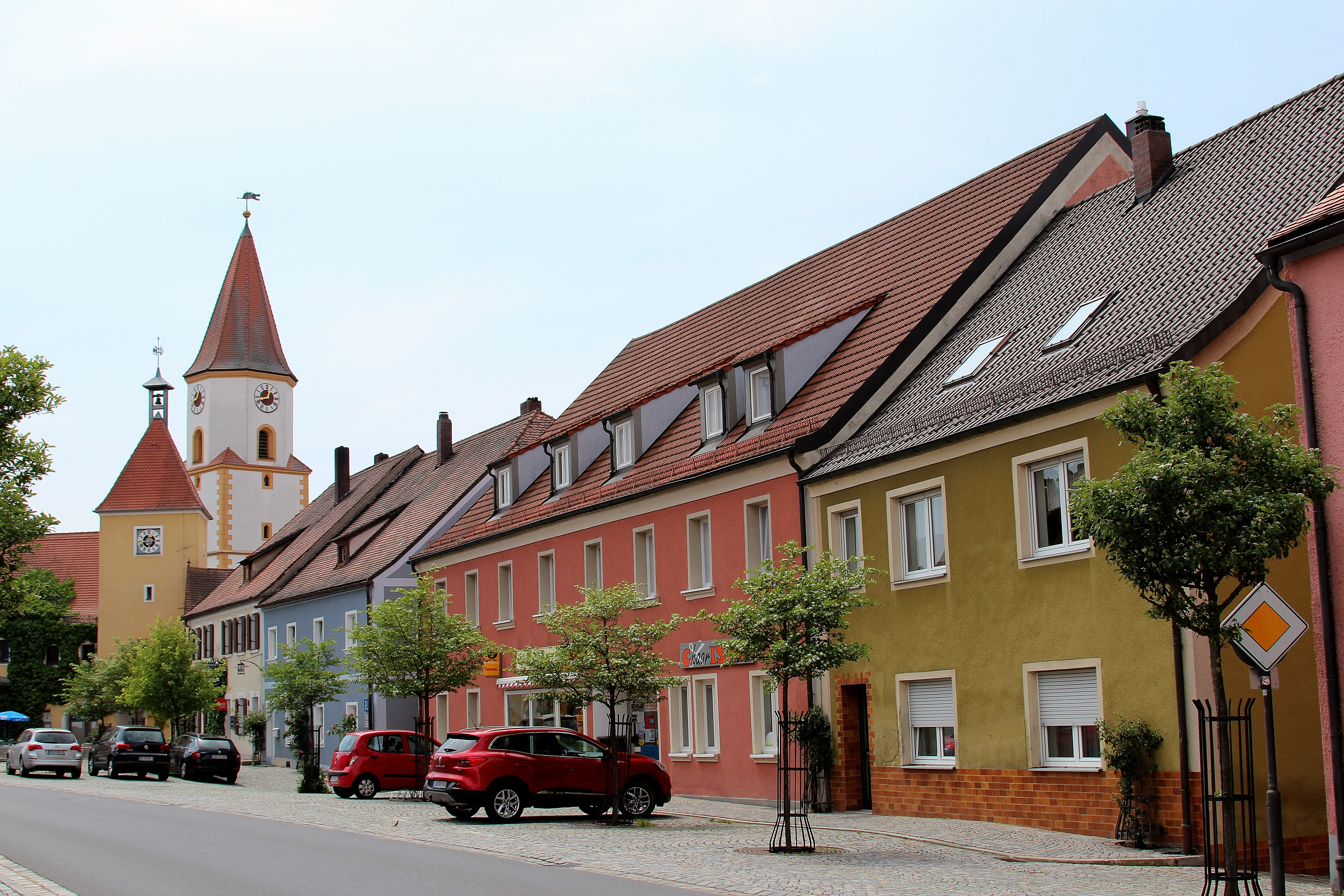
Marktplatz in Luhe (2016)

Auf dieser Seite sind die Baudenkmäler in dem Oberpfälzer Markt Luhe-Wildenau zusammengestellt. Diese Tabelle ist eine Teilliste der Liste der Baudenkmäler in Bayern. Grundlage ist die Bayerische Denkmalliste, die auf Basis des Bayerischen Denkmalschutzgesetzes vom 1. Oktober 1973 erstmals erstellt wurde und seither durch das Bayerische Landesamt für Denkmalpflege geführt wird. Die folgenden Angaben ersetzen nicht die rechtsverbindliche Auskunft der Denkmalschutzbehörde.

## Ensembles

### Ensemble Marktplatz
Der langgestreckte, leicht ansteigende und sich verbreiternde Straßenmarkt ist an seinen Längsseiten durch eine geschlossene Folge zweigeschossiger Traufseithäuser zum Teil noch aus der Zeit um 1800 flankiert. Die Gebäude wurden nach dem Marktbrand von 1928 weitgehend überformt. Die Geschlossenheit der Dachlandschaft ist vom Koppelberg aus noch gut zu beobachten. Im südlichen Bereich des Marktes bildet der Kirchturm in Verbindung mit einem Torturm der ehemaligen Kirchhofbefestigung und dem dazwischen liegenden Gebäudekomplex eine platzabschließende Dominante. Aktennummer: E-3-74-133-1.

## Baudenkmäler nach Ortsteilen

### Luhe

#### Innerhalb des Ensembles
| Lage                       | Objekt                                     | Beschreibung | Akten-Nr.     | Bild               |
| -------------------------- | ------------------------------------------ | --- | ------------- | ------------------ |
| Marktplatz 3 (Standort)    | Ehemaliges Rathaus                         | Westlicher Bauteil, zweigeschossiger Satteldachbau, 1546 (dendrochronologisch datiert). | D-3-74-133-5  | Ehemaliges Rathaus |
| Marktplatz 11/3 (Standort) | Torturm, sogenannter Hußturm               | Viergeschossiger Pyramidendachbau mit segmentbogiger Durchfahrt, spätmittelalterlich, im oberen Teil erneuert; Granitstein mit Schwertrelief, nachmittelalterlich; in die Ostwand des Turmes eingemauert. | D-3-74-133-6  | weitere Bilder     |
| Marktplatz 14 (Standort)   | Ehemaliger Friseur- und Kolonialwarenladen | Zweigeschossiger traufständiger Satteldachbau mit rundbogigen Eingängen, 1928; ehemaliger Lebensmittelladen mit Ausstattung.                                                                              | D-3-74-133-31 | BW                 |
| Marktplatz 21 (Standort)   | Wohnhaus                                   | Zweigeschossiger traufständiger Steildachbau mit geohrten Fensterrahmungen, bezeichnet mit „1793“. | D-3-74-133-8  | BW                 |

#### Außerhalb des Ensembles
| Lage                                                                          | Objekt                                                  | Beschreibung | Akten-Nr.     | Bild                                                    |
| ----------------------------------------------------------------------------- | ------------------------------------------------------- | --- | ------------- | ------------------------------------------------------- |
| Breiter Rain (Standort)                                                       | Wegkreuz                                                | Gusseisenkruzifix mit Schrifttafel, farbig gefasst, auf Granitsockel, wohl 19. Jahrhundert. | D-3-74-133-19 | BW                                                      |
| Glaubenwieser Straße 37 (Standort)                                            | Katholische Wallfahrtskirche St. Nikolaus               | Saalkirche mit Satteldach und eingezogenem, fünfseitig geschlossenem Chor, Chorscheitelturm mit Zwiebelhaube, bezeichnet mit „1696“; mit Ausstattung. | D-3-74-133-1  | Katholische Wallfahrtskirche St. Nikolaus               |
| Koppelberg (Standort)                                                         | Einsiedlerkapelle                                       | Satteldachbau über rechteckigem Grundriss mit Rundbogenöffnung, wohl 19. Jahrhundert. | D-3-74-133-2  | Einsiedlerkapelle                                       |
| Koppelberg (Standort)                                                         | Kreuzweg mit zwölf Stationen                            | Granitbildstöcke, Pfeiler mit abgefasten Kanten, Laternen mit spitzbogigen Bildfeldern, darin Gusseisenreliefs; Heiliges Grab, rechteckige Nische mit Graniteinfassung, wohl zweite Hälfte 19. Jahrhundert; mit Ausstattung. | D-3-74-133-18 | BW                                                      |
| Koppelbergweg (Standort)                                                      | Kriegerdenkmal für Gefallene des Zweiten Weltkriegs     | Granitkreuz mit Inschrift, wohl 1950er Jahre. | D-3-74-133-41 | BW                                                      |
| Luher Straße (Standort)                                                       | Wegkreuz                                                | Gusseisenkruzifix mit Muttergottesfigur, auf gestuftem Granitsockel, bezeichnet mit „1901“. | D-3-74-133-40 | BW                                                      |
| Marktplatz 1 (Standort)                                                       | Kriegerdenkmal für die Gefallenen des Ersten Weltkriegs | Sockel mit Schweifgiebel, darüber Säule mit Wappenkartusche und Martinsfigur, Werkstein, um 1920, später mit Gefallenennamen des Zweiten Weltkriegs ergänzt. | D-3-74-133-11 | Kriegerdenkmal für die Gefallenen des Ersten Weltkriegs |
| Marktplatz 1 (Standort)                                                       | Katholische Pfarrkirche St. Martin                      | Saalkirche mit Walmdach und eingezogenem, fünfseitig geschlossenem Chor, Flankenturm mit Spitzhelm, Turm bezeichnet mit „1524“, Chor bezeichnet mit „1699“, weiterer Ausbau im 18. Jahrhundert; mit Ausstattung; Kirchhofbefestigung nach Westen und Süden, Bruchstein, im Kern mittelalterlich; Mariensäule, polygonales Granitpostament mit Blendmaßwerk, darauf Gusseisen-Immaculatafigur, neugotisch, wohl Ende 19. Jahrhundert. | D-3-74-133-4  | weitere Bilder                                          |
| Nähe Neudorfer Straße (Standort)                                              | Wegkreuz                                                | Gusseisenkruzifix mit Sockelfiguren, auf bildstockartigem Granitsockel, um 1900. | D-3-74-133-21 | BW                                                      |
| Planstraße 3 (Standort)                                                       | Wohnhaus einer Hofanlage                                | Zweigeschossiger Steildachbau mit geohrten Fensterrahmungen, Schwibbogen nach Osten, um 1800; Nebengebäude, zweigeschossiger traufständiger Satteldachbau, um 1800; Hofmauer nach Norden mit rundbogigem Einfahrtstor, gleichzeitig. | D-3-74-133-12 | BW                                                      |
| Regensburger Straße 1 (Standort)                                              | Gasthof                                                 | Zweigeschossiger traufständiger Satteldachbau mit Putzstreifenrahmung bezeichnet mit „1798“, Rückgebäude nach Osten, wohl gleichzeitig. | D-3-74-133-13 | Gasthof                                                 |
| Regensburger Straße 4 (Standort)                                              | Ehemaliger katholischer Pfarrhof                        | Mächtiger zweigeschossiger Mansardwalmdachbau mit geohrten Fensterrahmungen, nach Brand 1790 neu errichtet. | D-3-74-133-14 | Ehemaliger katholischer Pfarrhof                        |
| Regensburger Straße 4 (Standort)                                              | Holzkruzifix                                            | Wohl um 1900; früher an der Straße nach Unterwildenau, derzeit Aufbewahrung im Alten Pfarrhof, Regensburger Straße 4. | D-3-74-133-20 | BW                                                      |
| Regensburger Straße 29; Nähe Regensburger Straße/Staatsstraße 2657 (Standort) | Kapelle zur Schmerzhaften Muttergottes                  | Saalbau mit Satteldach und wenig eingezogenem, fünfseitig geschlossenem Chor, Giebelreiter mit Geläut, neugotisch, 1863; mit Ausstattung; Bildstock, Ädikulaform mit Muschelnische, Sandstein, Figurengruppe aus Granit, bezeichnet mit „1727“. | D-3-74-133-15 | BW                                                      |
| Sautrath (Standort)                                                           | Wegkreuz                                                | Gusseisenkruzifix, farbig gefasst, auf hohem Granitsockel, bezeichnet mit „1921“. | D-3-74-133-47 | BW                                                      |
| Weidener Straße 1 (Standort)                                                  | Ehemalige Mühle                                         | Zweigeschossiger traufständiger Satteldachbau mit Putzstreifengliederungen, wohl erstes Viertel 19. Jahrhundert. | D-3-74-133-17 | BW                                                      |

### Meisthof
| Lage                         | Objekt      | Beschreibung                                                                                | Akten-Nr.     | Bild |
| ---------------------------- | ----------- | ------------------------------------------------------------------------------------------- | ------------- | ---- |
| Achberg (Standort)           | Wegkreuz    | Gusseisenkruzifix mit Sockelfiguren auf geböschtem Granitsockel, wohl Ende 19. Jahrhundert. | D-3-74-133-48 | BW   |
| Nähe Luher Straße (Standort) | Feldkapelle | Kleiner Satteldachbau über quadratischem Grundriss, 18./Anfang 19. Jahrhundert.             | D-3-74-133-28 | BW   |

### Neudorf bei Luhe
| Lage                                 | Objekt                         | Beschreibung | Akten-Nr.     | Bild           |
| ------------------------------------ | ------------------------------ | --- | ------------- | -------------- |
| An der Point (Standort)              | Wegkreuz                       | Gusseisenkruzifix mit Schrifttafel und Muttergottesfigur, neugotisch, bezeichnet mit „1886“, Sockel modern. | D-3-74-133-25 | BW             |
| Kreisstraße 28/Leieräcker (Standort) | Wegkreuz                       | Gusseisenkruzifix mit Schrifttafel und Muttergottesfigur, bezeichnet mit „1885“, auf erneuertem Granitsockel. | D-3-74-133-46 | BW             |
| Neudorf 31 (Standort)                | Katholische Kirche St. Barbara | Saalkirche mit Walmdach und eingezogenem, fünfseitig geschlossenem Chor, Dachreiter mit Glockenhaube, um 1770, nach Brand 1819 erneuert; mit Ausstattung; Dorfkreuz, Kruzifix mit Muttergottesfigur, Holz, farbig gefasst, wohl um 1900. | D-3-74-133-22 | weitere Bilder |
| Neudorf 43 (Standort)                | Wohnhaus                       | Eingeschossiger traufständiger Satteldachbau, nach Osten mit Halbwalm, Portal bezeichnet mit „1814“. | D-3-74-133-23 | BW             |

### Unterwildenau
| Lage                             | Objekt                            | Beschreibung | Akten-Nr.     | Bild           |
| -------------------------------- | --------------------------------- | --- | ------------- | -------------- |
| Unterwildenau 8 (Standort)       | Wegkreuz                          | Gusseisenkruzifix mit Sockelfigur auf hohem Granitsockel, neugotisch, bezeichnet mit „1873“. | D-3-74-133-27 | BW             |
| Unterwildenau 17; 17a (Standort) | Ehemaliges Landsassengut Wildenau | Schloss, dreigeschossiger Steildachbau mit profilierten Fenstergewänden, Giebel mit Felderungen, Anfang 17. Jahrhundert; Schlosskapelle St. Lorenz, Steildachbau mit Putzgliederungen, Dachreiter mit Spitzhelm, nach Brand 1887 wiedererrichtet; mit Ausstattung; Ökonomiegebäude mit Stallungen und Stadel, eingeschossiger Satteldachbau über gewinkeltem Grundriss, um 1800; ehemalige Mühle, zweigeschossiger Satteldachbau mit Segmentbogenöffnungen, um 1800; Stadel, eingeschossiger Satteldachbau mit Einfahrtstoren zum Schlosshof, um 1800; ehemaliges Malz- und Brauhaus, eingeschossiger Satteldachbau, um 1800; Schlossgaststätte, zweigeschossiger Satteldachbau mit Werksteingewänden, 17./18. Jahrhundert; Verwalterhaus, eingeschossiger Walmdachbau mit Schweifgiebel nach Westen, um 1900; Schuppen, eingeschossiger Satteldachbau, auf rustizierten Werksteinpfeilern auflastend, zum Teil verbrettert, 19. Jahrhundert; Ringmauer, Bruchstein, mit zwei Rundtürmen nach Westen, 17./18. Jahrhundert; Parkeinfriedung, Mauer und Torpfeiler, um 1900; Torbogen zwischen ehemaliger Mühle und Kapelle, bezeichnet mit „1929“. | D-3-74-133-26 | weitere Bilder |

### Keinem Gemeindeteil zugeordnet
| Lage                                                    | Objekt     | Beschreibung | Akten-Nr.     | Bild |
| ------------------------------------------------------- | ---------- | --- | ------------- | ---- |
| Bahnstrecke Regensburg - Weiden (bei Bahn-km 80,454) () | Bahnbrücke | Eisenbahnüberführung der Strecke Regensburg - Weiden (Strecke 5860), dreibogige Korbbogenbrücke aus Granitsteinmauerwerk, 1897 | D-3-74-133-50 |      |

## Ehemalige Baudenkmäler
In diesem Abschnitt sind Objekte aufgeführt, die früher einmal in der Denkmalliste eingetragen waren, jetzt aber nicht mehr. Objekte, die in anderem Zusammenhang also z. B. als Teil eines Baudenkmals weiter eingetragen sind, sollen hier nicht aufgeführt werden. Aktennummern in diesem Abschnitt sind ehemalige, jetzt nicht mehr gültige Aktennummern.

| Lage                          | Objekt       | Beschreibung | Akten-Nr.     | Bild |
| ----------------------------- | ------------ | ------------ | ------------- | ---- |
| Luhe Marktplatz 22 (Standort) | Holztor      | Biedermeier. | D-3-74-133-9  | BW   |
| Luhe Marktplatz 31 (Standort) | Granitportal | Um 1800.     | D-3-74-133-10 | BW   |